# Афанасьев, Олег Львович
 Олег Львович Афанасьев  (4 июля 1937 в городе Ростове-на-Дону — 22 октября 2020) — советский писатель, прозаик, публицист, член Союза российских писателей с 1991 года.

## Биография
Олег Афанасьев родился 4 июля 1937 года в Ростове-на-Дону, где прожил всю жизнь. Детство Олега Афанасьева прошло в предвоенные и военные годы. Воспоминания о боевых действиях и военных лишениях нашли отражение во многих его произведениях. Окончил среднюю школу. Работал на предприятиях Ростова токарем, электросварщиком, строителем. Печатался как прозаик с 1980 года. Умер 22 октября 2020 года

## Творчество
Первая публикация рассказа «Стенд» в коллективном сборнике Ростиздата «Цветы на бетоне» (1980 год). В последующие годы журнал «Дон», «Молодая гвардия», «Аврора» печатают повести О. Л. Афанасьева «В стороне далекой», «Через грозу», рассказ «Счастливчик».
Олег Львович Афанасьев написал несколько пьес.
Лауреат премии журнала «Ковчег» (2007 год).

## Основные публикации
- Годы взрастания. — М.: Молодая гвардия, 1987.
- Праздник по-красногородски. — Ростов-на-Дону, Ростиздат, 1990.
- Праздник по-красногородски, или Легкая жизнь. — М.: Молодая гвардия, 1991.
- Тихий Ростов-Дон. — Торонто, Канада, Booklandpress, 2007.
- Праздник по-красногородски. — Торонто, Канада, Booklandpress, 2009.
- Под монументом: Пьеса. — Таганрог, Нюанс, 2010.
- Рождение червя по имени Антон Ященко: Рассказ. — Таганрог, Ню-анс, 2010.
- Юрка Лютик: Повесть. В 2 кн. — Таганрог, Нюанс, 2010.
- Афганец: Рассказы. — Таганрог, Нюанс, 2011.